# Heidrun Bluhm-Förster

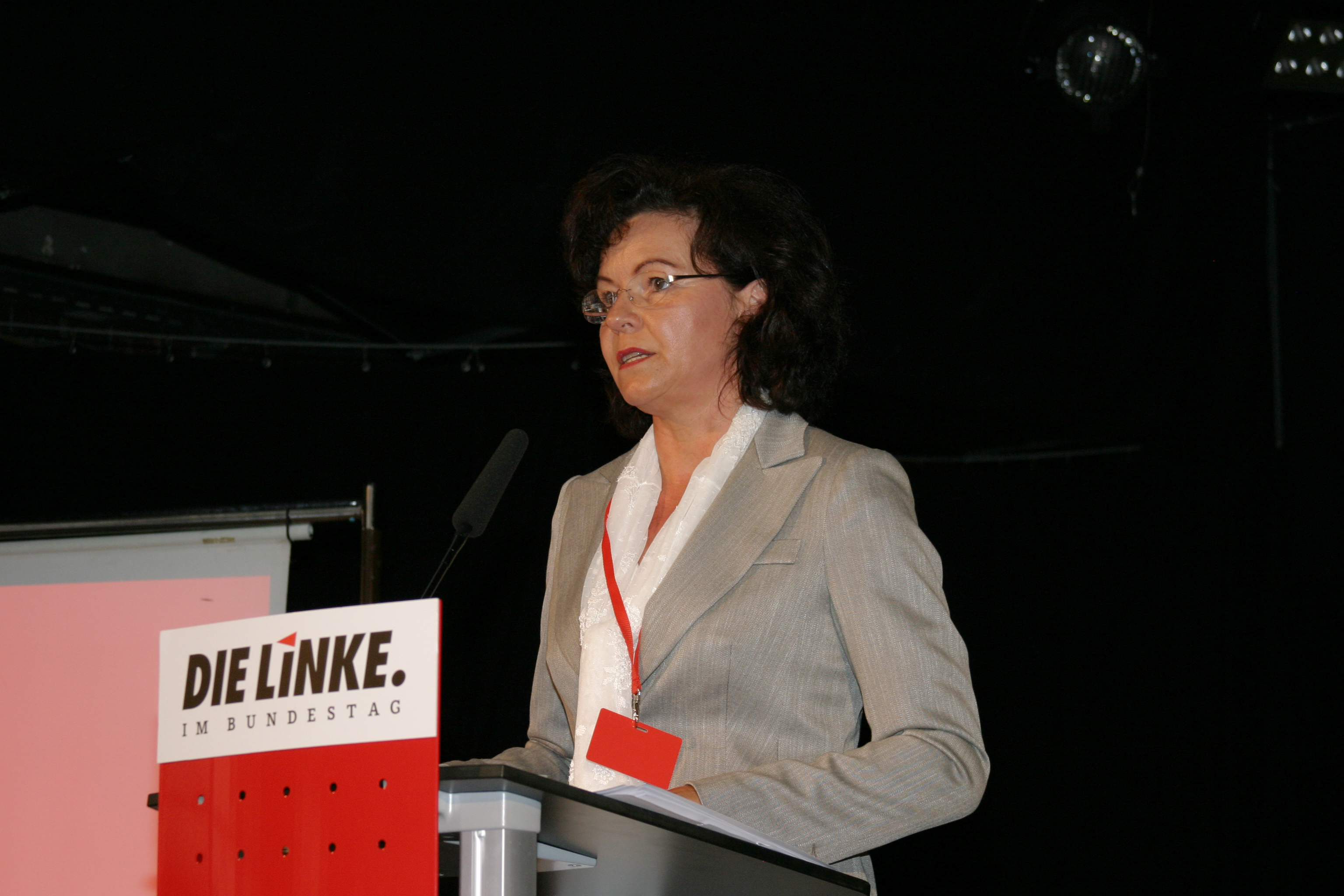
Heidrun Bluhm (2011)

Heidrun Bluhm-Förster (* 18. Januar 1958 in Schwerin als Heidrun Samow) ist eine deutsche Politikerin (Die Linke). Nach dem Rücktritt von Steffen Bockhahn war sie Vorsitzende des Landesverbandes in Mecklenburg-Vorpommern von 2012 bis November 2017. Sie war von 2005 bis 2021 Mitglied des Deutschen Bundestages.

## Leben und Beruf
Nach dem Besuch der Polytechnischen Oberschule machte Heidrun Bluhm von 1974 bis 1976 zunächst eine Berufsausbildung zur Bauzeichnerin. Anschließend trat sie als Mitarbeiterin in die Kreisleitung Schwerin der FDJ ein. 1977 besuchte sie die Jugendhochschule „Wilhelm Pieck“ für ein Studium des Marxismus-Leninismus. Von 1981 bis 1990 war Heidrun Bluhm als Lehrerin für Marxismus-Leninismus zunächst in der Bezirksgewerkschaftsschule des FDGB und ab 1988 am Institut des ZK der SED in Schwerin tätig. Nebenberuflich absolvierte sie ein Studium der Gesellschaftswissenschaften in Berlin, das sie 1990 mit dem Diplom beendete. Anschließend studierte sie bis 1992 Innenarchitektur/Design in Hamburg.
Von 1990 bis 1991 war sie als Mitarbeiterin beim Landesvorstand der PDS in Mecklenburg-Vorpommern tätig und studierte gleichzeitig Innenarchitektur und Design in Hamburg. Nach dem Abschluss des Studiums 1992 mit dem Diplom (FH) war Heidrun Bluhm bis 2002 selbständige Inhaberin eines Planungsbüros für Innenarchitektur. Daneben war sie von 1996 bis 2002 Geschäftsführende Gesellschafterin der Schmidt & Bluhm Planungs- und Projektmanagementgesellschaft mbH und von 1994 bis 2002 Mitgesellschafterin der Bluhm & Bluhm Immobilienverwertungs- und Verwaltungsgesellschaft. Heidrun Bluhm ist Mitglied im Stiftungsrat der Bundesstiftung Baukultur. Ein Schwerpunkt ihrer politischen und parlamentarischen Arbeit ist die Wiedereinführung der Wohnungsgemeinnützigkeit.
Heidrun Bluhm ist verheiratet und hat zwei Kinder.

## Partei
Heidrun Bluhm-Förster wurde 1977 Mitglied der SED. Daraus wurde später die Die Linkspartei.PDS und 2007 Die Linke. Von 1990 bis 2002 war sie Kommunalpolitikerin. Seit 2007 ist sie stellvertretende Vorsitzende des Landesverbandes der Linken Mecklenburg-Vorpommern. Nach dem Rücktritt von Steffen Bockhahn am 5. November 2012 übernahm sie am 17. November 2012 die Nachfolge als Landesvorsitzende. Sie amtierte bis November 2017.

## Öffentliche Ämter
Von 2002 bis 2005 war sie Baudezernentin und Erste Stellvertreterin des Oberbürgermeisters von Schwerin. Zuvor war sie von 1995 bis 1999 bereits Stadtpräsidentin in Schwerin.

## Abgeordnete
Seit 2005 ist Heidrun Bluhm Mitglied des Deutschen Bundestages. Sie ist über die Landesliste Mecklenburg-Vorpommern in den Bundestag eingezogen. Sie ist Ordentliches Mitglied im Ausschuss für Ernährung und Landwirtschaft und im Haushaltsausschuss. Zudem ist sie stellvertretende Vorsitzende der Parlamentariergruppe Nördliche Adria.
Zur Bundestagswahl 2021 tritt Bluhm nicht wieder an.